# جوهرخان خاتون (ابنة محمد الثاني)
جوهرخان خاتون (بالتركية العثمانية: کوھرخان خاتون، وبالتركية الحديثة: Gevherhan Hatun) هي ابنة السلطان العثماني محمد الفاتح من زوجته الأرناؤوطية الأصل أمينة كلبهار خاتون، وهي الأخت الشقيقة للسلطان بايزيد الثاني، والأخت غير الشقيقة لمنازعه على العرش جم سلطان.
تزوجت من أغورلو محمد بن السلطان حسن قوصون زعيم الآق قويونلو سنة 1474، وأنجبت له أحمد كوده سنة 1476. بعد مقتل أغورلو محمد سنة 1477، رحلت إلى إسطنبول وتوفيت هناك، ودفنت في ضريح كلبهار خاتون في مسجد الفاتح.
عاد ابنها أحمد كوده إلى أذربيجان سنة 1497 ليستولي على الحكم، لكنه لم يلبث طويلا حتى قتل.